# سلامت زنان در هند

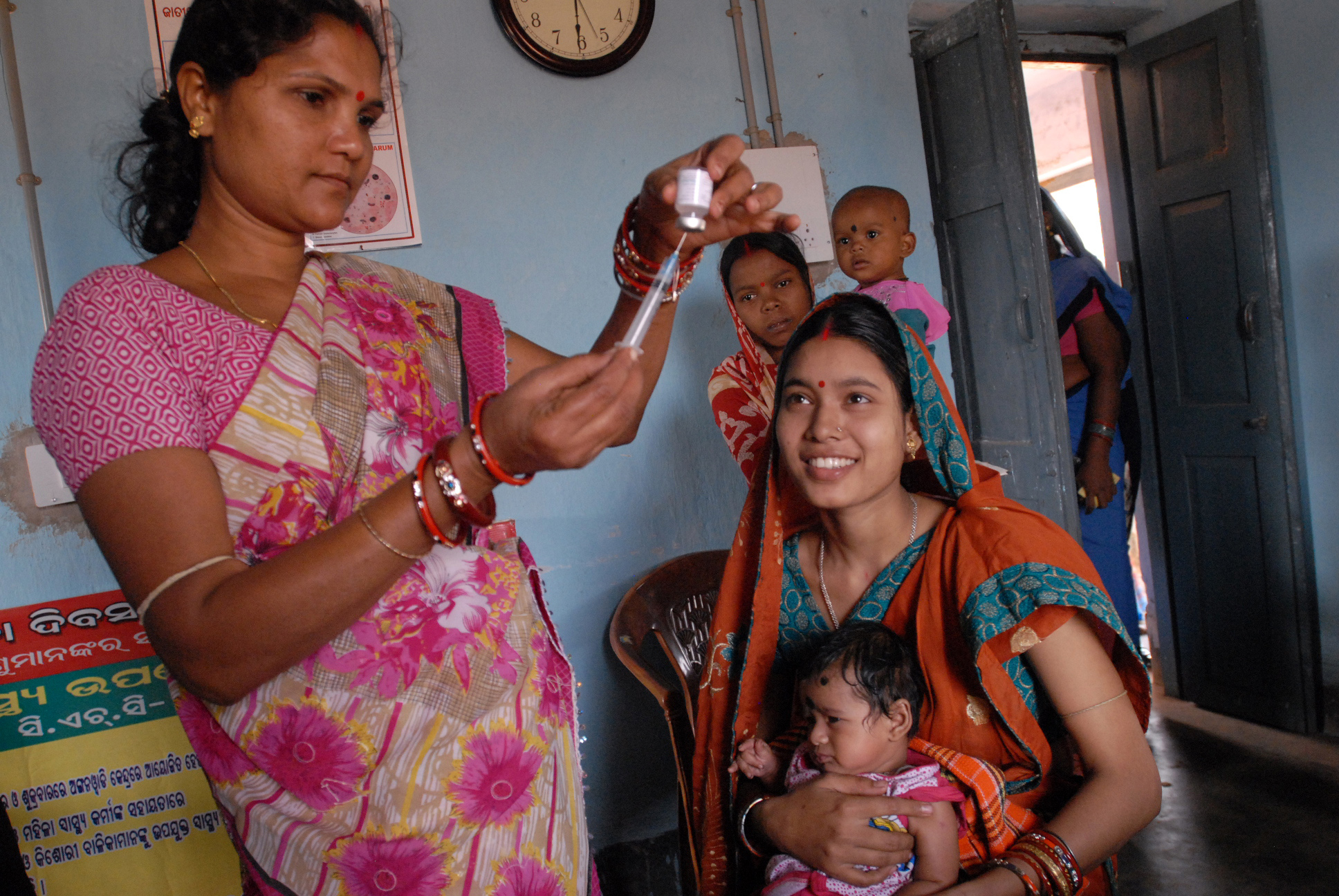
کارمند بهداشت جامعه در حال تهیه واکسن در اودیسا، هند

سلامت زنان در هند را می‌توان بر حسب شاخص‌های متعددی بررسی کرد که بر اساس جغرافیا، موقعیت اجتماعی-اقتصادی و فرهنگ متفاوت است. برای بهبود مناسب سلامت زنان در هند باید ابعاد متعددی از رفاه در رابطه با میانگین سلامت جهانی و همچنین در مقایسه با مردان در هند مورد تجزیه و تحلیل قرار گیرد. سلامتی عامل مهمی است که به رفاه انسان و رشد اقتصادی کمک می‌کند.
در حال حاضر، زنان در هند با انبوهی از مشکلات بهداشتی مواجه هستند که در نهایت بر کل اقتصاد تأثیر می‌گذارد. پرداختن به تفاوت‌های جنسیتی، طبقاتی یا قومیتی که در مراقبت‌های بهداشتی وجود دارد و بهبود نتایج سلامت می‌تواند از طریق ایجاد سرمایه انسانی با کیفیت و افزایش سطح پس‌انداز و سرمایه‌گذاری به سود اقتصادی کمک کند.

## سوگیری جنسیتی در دسترسی به مراقبت‌های بهداشتی
سازمان ملل متحد هند را به عنوان کشوری با درآمد متوسط رتبه‌بندی می‌کند. یافته‌های مجمع جهانی اقتصاد نشان می‌دهد که هند یکی از بدترین کشورهای جهان از نظر نابرابری جنسیتی است. گزارش توسعه انسانی برنامه توسعه سازمان ملل متحد در سال ۲۰۱۱، هند را از نظر نابرابری جنسیتی در رتبه ۱۳۲ از ۱۸۷ قرار داد. ارزش این شاخص چندبعدی، شاخص نابرابری جنسیتی (GII) با عوامل متعددی از جمله نرخ مرگ و میر مادران، نرخ باروری نوجوانان، پیشرفت تحصیلی و نرخ مشارکت نیروی کار تعیین می‌شود. نمونه‌های نابرابری جنسیتی در هند شامل احتمال کمتر زنان برای باسواد بودن و ادامه تحصیل و مشارکت در نیروی کار است.
جنسیت یکی از عوامل اجتماعی اصلی تعیین‌کننده سلامت است - که شامل عوامل اجتماعی، اقتصادی و سیاسی می‌شود - که نقش عمده ای در پیامدهای سلامتی زنان در هند و دسترسی به مراقبت‌های بهداشتی در هند ایفا می‌کند. بنابراین، سطح بالای نابرابری جنسیتی در هند تأثیر منفی بر سلامت زنان دارد. مطالعات نشان داده‌اند که پسران در مقایسه با دختران، زمانی که برای وضعیت اجتماعی-اقتصادی بدی هستند، احتمال بیشتری برای دریافت درمان از مراکز بهداشتی درمانی دارند.
نقش جنسیت در دسترسی به مراقبت‌های بهداشتی را می‌توان با بررسی تخصیص منابع در خانوار و حوزه عمومی تعیین کرد. تبعیض جنسیتی قبل از تولد شروع می‌شود. زنان بیشترین سقط جنسی را در هند دارند. اگر جنین دختر سقط نشود، به دلیل ترجیح خانواده او برای پسر، بارداری مادر می‌تواند یک تجربه استرس زا باشد. به محض تولد، دختران در مقایسه با پسران مستعد تغذیه کمتری هستند، به خصوص زمانی که چند دختر در خانه وجود داشته باشند. با بلوغ زنان تا بزرگسالی، بسیاری از موانعی که آنها را از دستیابی به سطوح عادلانه سلامت بازمی‌دارد، ناشی از وضعیت پایین زنان و دختران در جامعه هند، به ویژه در مناطق روستایی و تحت تأثیر فقر است.
وضعیت بد و تبعیض علیه زنان در هند را می‌توان به بسیاری از هنجارهای فرهنگی نسبت داد. نیروهای اجتماعی پدرسالاری، سلسله مراتبی و خانواده‌های چند نسلی به نقش‌های جنسیتی هند کمک می‌کنند. مردان از امتیازات بیشتر و حقوق برتر برای ایجاد جامعه ای نابرابر استفاده می‌کنند که زنان را با قدرت اندک یا بدون قدرت باقی می‌گذارد. نمونه این ساختار اجتماعی، مشارکت کم زنان در پارلمان ملی هند و نیروی کار است.
زنان نیز به دلیل تعهدات زناشویی برای خانواده ارزش کمتری دارند. اگرچه غیرقانونی است، اما هنجارهای فرهنگی هند اغلب پرداخت جهیزیه به خانواده شوهر را اجبار می‌کند. بار مالی بیشتر دختران در آینده ساختار قدرتی را ایجاد می‌کند که به نفع پسران در تشکیل خانواده است. علاوه بر این، اغلب تصور می‌شود که زنان در سنین پیری قادر به مراقبت از والدین نیستند، که حتی ترجیح بیشتری برای پسران به دختران ایجاد می‌کند.
در مجموع، زنان اغلب کمتر از مردان ارزش دارند. با درگیری کمتر در حوزه عمومی - که نمونه آن نرخ مشارکت سیاسی و کارگری است - و انگ کم ارزش بودن در خانواده، زنان با شکل منحصر به فردی از تبعیض جنسیتی روبرو هستند.
نابرابری‌های جنسیتی به نوبه خود مستقیماً با پیامدهای بهداشتی ضعیف برای زنان مرتبط است. مطالعات متعدد نشان داده‌اند که میزان پذیرش در بیمارستان‌ها به‌طور چشمگیری بسته به جنسیت متفاوت است و مردان بیشتر از زنان به بیمارستان‌ها مراجعه می‌کنند. دسترسی متفاوت به مراقبت‌های بهداشتی به این دلیل اتفاق می‌افتد که زنان معمولاً حق دریافت سهم کمتری از منابع خانگی را دارند و بنابراین از منابع مراقبت‌های بهداشتی به میزان کمتری نسبت به مردان استفاده می‌کنند.
آمارتیا سن دسترسی به منابع کمتر خانواده را به قدرت چانه زنی ضعیف آنها در داخل خانواده نسبت داده‌است. علاوه بر این، مشخص شده‌است که زنان هندی اغلب بیماری را کمتر گزارش می‌کنند. گزارش ناکافی بیماری ممکن است به این هنجارهای فرهنگی و انتظارات جنسیتی در خانواده کمک کند. جنسیت همچنین به‌طور چشمگیری بر استفاده از مراقبت‌های دوران بارداری و استفاده از ایمن‌سازی‌ها تأثیر می‌گذارد.
مطالعه ای توسط چوی در سال ۲۰۰۶ نشان داد که پسران بیشتر از دختران در مناطق روستایی واکسیناسیون دریافت می‌کنند. این یافته محققان را به این باور رسانده‌است که جنسیت کودک منجر به ارائه سطوح مختلف مراقبت‌های بهداشتی در مناطق روستایی می‌شود. همچنین یک مؤلفه جنسیتی در ارتباط با تحرک وجود دارد. زنان هندی بیشتر از مردان در سفر در مکان‌های عمومی مشکل دارند و در نتیجه دسترسی به خدمات را با مشکل مواجه می‌کنند.

### رویکرد تعارضات تعاونی به سوگیری‌های جنسیتی
رویکرد تعارض‌های مشارکتی آمارتیا سن به سوگیری‌های جنسیتی، آسیب‌های جنسیتی زنان را از طریق سه پاسخ مختلف چارچوب‌بندی می‌کند: رفاه شکست، علاقه درک شده و پاسخ‌های مشارکت درک شده. پاسخ بهزیستی شکست - برگرفته از تعادل نش - موقعیت‌های شکست بین افراد را در طول تصمیم‌های مشارکتی توصیف می‌کند. هنگامی که موقعیت شکست یک فرد کمتر از فرد دیگر باشد، راه حل هر تعارضی در نهایت منجر به شرایط کمتر مساعد برای فرد اول می‌شود. از نظر سلامت زنان در هند، آسیب کلی جنسیتی که زنان با آن روبرو هستند - که توسط عوامل فرهنگی و اجتماعی که مردان را بر زنان ترجیح می‌دهد نشان می‌دهد - بر توانایی آنها در تصمیم‌گیری در مورد جستجوی مراقبت‌های بهداشتی تأثیر منفی می‌گذارد.
پاسخ علاقه درک شده نتیجه یک تصمیم معامله شده را زمانی توصیف می‌کند که یک فرد برای رفاه خود ارزش کمتری قائل باشد. هر راه حل چانه زنی که بین فرد یادشده و فرد دیگری به دست می‌آید، همیشه نتیجه ای کمتر مطلوب برای فردی که ارزش کمتری برای رفاه خود قائل است، خواهد داشت. وضعیت سلامتی زنان در هند به دلیل رفتارهای اجتماعی و فرهنگی که محیطی را ایجاد می‌کند که در آن ارزش خود زنان در مقایسه با مردان به حاشیه رانده می‌شود، به پاسخ علاقه درک شده مربوط می‌شود؛ بنابراین، نتایج مربوط به تصمیمات مراقبت‌های بهداشتی در خانوارها به نفع مردان، به دلیل ارزشِ خودِ بیشتر است.
پاسخ مشارکت درک شده موقعیت مطلوب‌تر یک فرد را زمانی توصیف می‌کند که مشارکت فرد بیشتر از سایر افراد به یک گروه کمک می‌کند. ادراک مطلوب تر به فرد نتیجه بهتری در راه حل چانه زنی می‌دهد. از نظر سلامت زنان در هند، سهم درک شده مردان در بهره‌وری خانوار بیشتر از زنان است، که در نهایت بر قدرت چانه زنی زنان در مورد دسترسی به مراقبت‌های بهداشتی تأثیر می‌گذارد.

## مشکلات سیستم بهداشت و درمان هند
در آغاز قرن بیست و یکم، سیستم مراقبت‌های بهداشتی هند از نظر تعداد متخصصان مراقبت‌های بهداشتی از جمله پزشکان و پرستاران تحت فشار است. سیستم مراقبت‌های بهداشتی نیز به شدت در مناطق شهری متمرکز است. این باعث می‌شود که بسیاری از افراد در مناطق روستایی به دنبال مراقبت از ارائه دهندگان غیرمجاز با نتایج متفاوت باشند. همچنین مشخص شده‌است که بسیاری از افرادی که ادعا می‌کنند پزشک هستند در واقع فاقد آموزش رسمی هستند. تقریباً ۲۵ درصد از پزشکانی که به عنوان ارائه دهندگان آلوپاتیک (جریان اصلی پزشکی) طبقه‌بندی شده بودند، در واقع هیچ آموزش پزشکی نداشتند. این پدیده از نظر جغرافیایی متفاوت است.
زنان تحت تأثیر سوگیری جغرافیایی در اجرای سیستم مراقبت‌های بهداشتی فعلی در هند قرار دارند. از کل کارکنان بهداشتی در کشور، نزدیک به دو سوم مرد هستند. این امر به ویژه مناطق روستایی را تحت تأثیر قرار می‌دهد که در آن مشخص شده‌است که از تمام پزشکان، تنها ۶ درصد زن هستند. این به معنای تقریباً ۰٫۵ پزشک آلوپاتیک زن در هر ۱۰۰۰۰ نفر در مناطق روستایی است.
نابرابری در دسترسی به مراقبت‌های مادری بین جمعیت روستایی و شهری یکی از پیامدهای یک سیستم پزشکی شهری بسیار متمرکز است. طبق نظرسنجی ملی سلامت خانواده دولت هند (NFHS II، ۱۹۹۸–۱۹۹۹)، مرگ و میر مادران در مناطق روستایی تقریباً ۱۳۲ درصد از تعداد مرگ و میر مادران در مناطق شهری است.
دولت هند اقداماتی را برای کاهش برخی از نابرابری‌های جنسیتی انجام داده‌است. در سال ۱۹۹۲، دولت هند کمیسیون ملی زنان را تأسیس کرد. این کمیسیون قرار بود به بسیاری از نابرابری‌هایی که زنان با آن مواجه هستند، به ویژه تجاوز جنسی، خانواده و قیمومیت رسیدگی کند. با این حال، سرعت آهسته تغییر در سیستم قضایی و هنجارهای فرهنگی ذکر شده، مانع از اتخاذ کامل سیاست‌هایی شده‌است که به منظور ارتقای برابری بین زن و مرد است.
در سال ۲۰۰۵ هند مأموریت ملی بهداشت روستایی (NRHM) را تصویب کرد. برخی از اهداف اولیه آن کاهش مرگ و میر نوزادان و همچنین کاهش نسبت مرگ و میر مادران بود. علاوه بر این، NHRM با هدف ایجاد دسترسی همگانی به خدمات بهداشت عمومی و همچنین متعادل کردن نسبت جنسیتی. با این حال، یک مطالعه تحقیقاتی در سال ۲۰۱۱ که توسط Nair و Panda انجام شد، نشان داد که اگرچه هند از زمان تصویب NHRM در سال ۲۰۰۵، توانست برخی از معیارهای سلامت مادر را بهبود بخشد، اما این کشور هنوز از اکثر اقتصادهای نوظهور عقب است.

## اثرات

### مشکلات بهداشتی زنان عشایر
بروز بالای توده‌های سینه در میان زنان آدیواسی عادل آباد در تلنگانا، نگرانی از اثرات جدی تری بر سلامتی این جمعیت دورافتاده ایجاد کرده‌است. دکتر تادسام چاندو، افسر ایمن‌سازی منطقه که خود گوند است، خاطرنشان می‌کند: «سرطان سینه یا هر نوع سرطان دیگری را رها کنید، حتی عفونت‌های معمول پستانداران در میان مردم بومی متعلق به گوند، پردهان، کولام و توتی ناشناخته بود.

### سوء تغذیه و عوارض

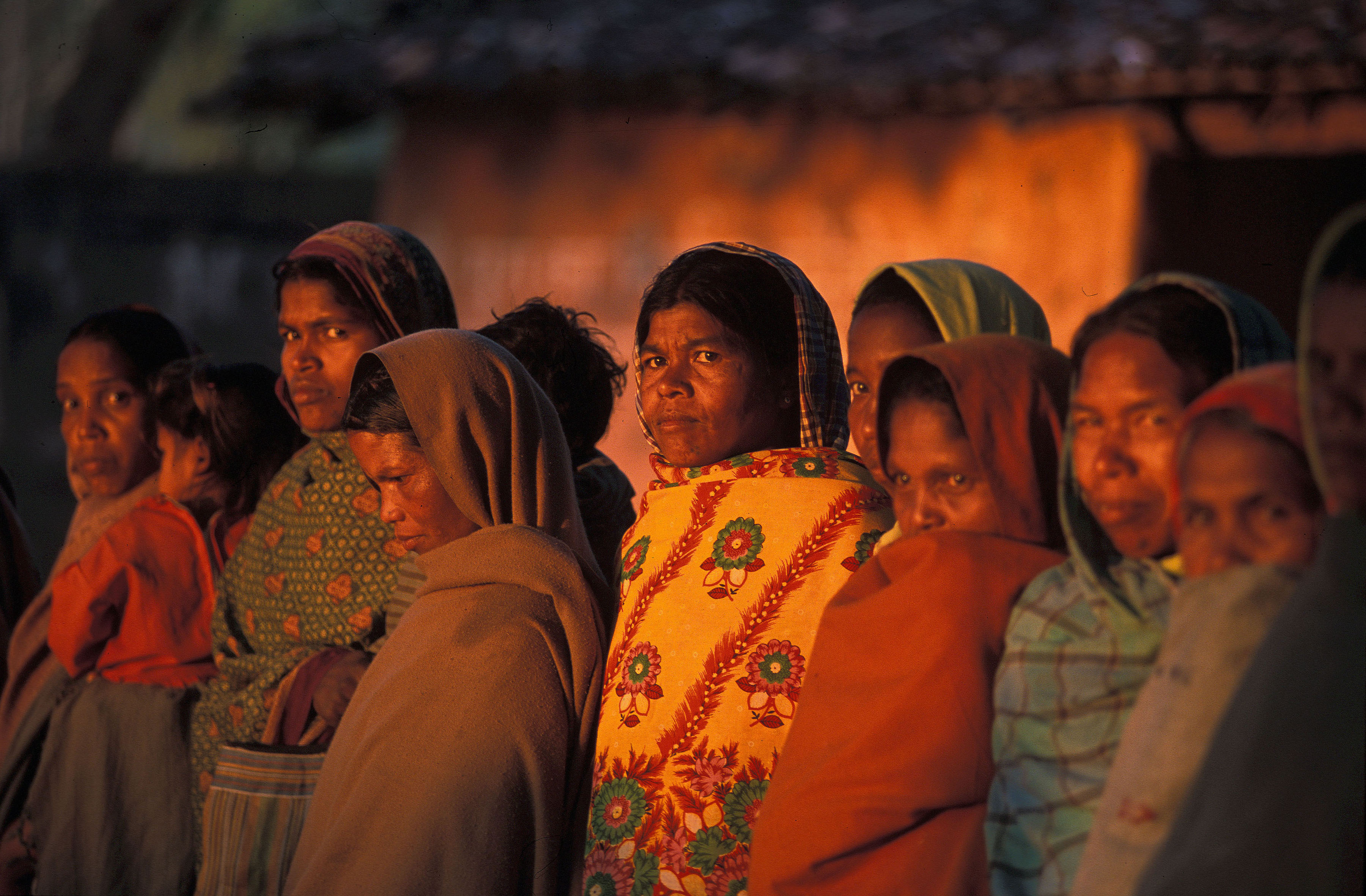
فقر و سوءتغذیه از مشکلات رایج زنان هندی است.

تغذیه نقش مهمی در سلامت کلی فرد دارد. وضعیت سلامت روانی و جسمی اغلب به‌طور چشمگیری تحت تأثیر سوء تغذیه قرار می‌گیرد. هند در حال حاضر یکی از بالاترین میزان زنان مبتلا به سوء تغذیه را در میان کشورهای در حال توسعه دارد. مطالعه ای در سال ۲۰۰۰ نشان داد که نزدیک به ۷۰ درصد از زنان غیر باردار و ۷۵ درصد از زنان باردار از نظر کمبود آهن دچار کم خونی هستند. یکی از محرک‌های اصلی سوءتغذیه ، انتخاب جنسیتی در توزیع منابع غذایی است.
مطالعه‌ای در سال ۲۰۱۲ توسط تاروزی نشان می‌دهد که میزان تغذیه در نوجوانان اولیه تقریباً برابر است. با این حال، نرخ سوء تغذیه برای زنان با ورود به بزرگسالی افزایش می‌یابد. علاوه بر این، خوزه و همکاران. دریافتند که سوءتغذیه برای زنان همیشه متأهل در مقایسه با زنان غیر متأهل افزایش یافته‌است.
سوءتغذیه مادر با افزایش خطر مرگ و میر مادران و همچنین نقایص مادرزادی کودک مرتبط است. پرداختن به مشکل سوءتغذیه نتایج مفیدی را برای زنان و کودکان به همراه خواهد داشت.

### سرطان پستان
هند با یک اپیدمی رو به رشد سرطان مواجه است و تعداد زنان مبتلا به سرطان سینه افزایش یافته‌است. تا سال ۲۰۲۰ نزدیک به ۷۰ درصد از موارد سرطان در جهان از کشورهای در حال توسعه خواهد بود که یک پنجم از این موارد مربوط به هند است.
بیشتر افزایش ناگهانی موارد سرطان سینه به افزایش غرب‌گرایی در کشور نسبت داده می‌شود. این شامل، اما نه محدود به، رژیم غذایی غربی، تمرکز بیشتر زنان در شهرها، و بعداً بچه دار شدن است. علاوه بر این، مشکلات زیرساخت‌های مراقبت‌های بهداشتی هند مانع از غربالگری و دسترسی کافی برای زنان می‌شود که در نهایت منجر به نتایج سلامت کمتر در مقایسه با کشورهای توسعه یافته تر می‌شود. از سال ۲۰۱۲، هند با کمبود انکولوژیست‌های آموزش دیده و مراکز سرطان مواجه است که سیستم مراقبت‌های بهداشتی را تحت فشار قرار داده‌است.

### سلامت مادری

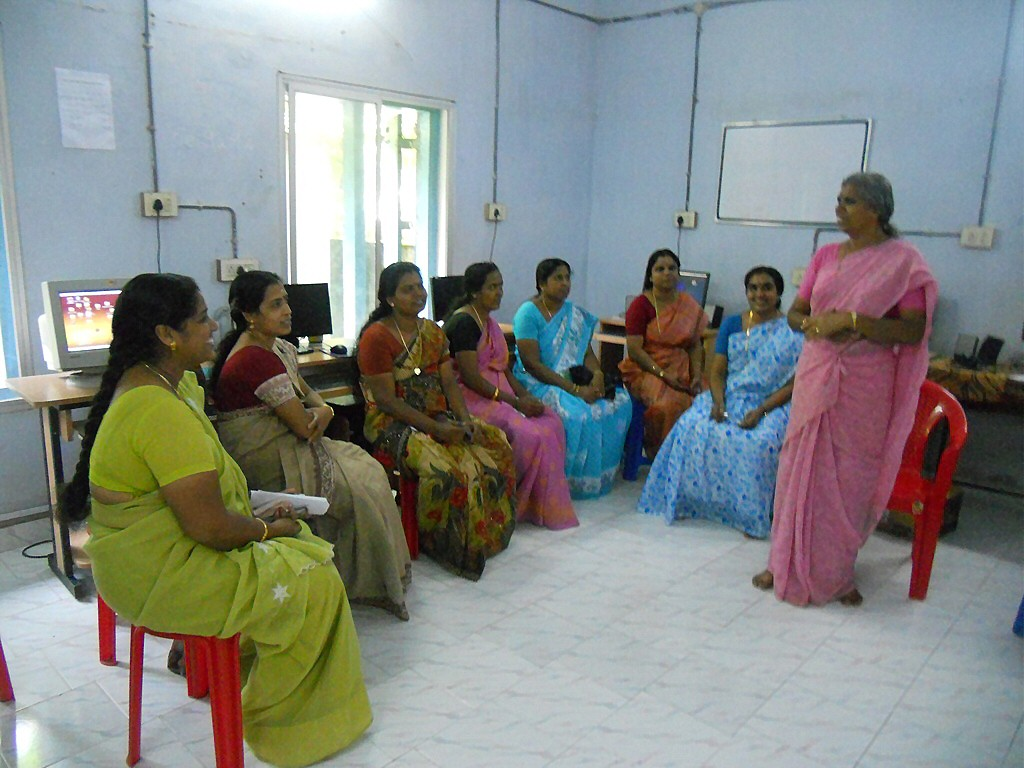
سلامت مادر: کلاس آگاهی والدین برای زنان در کرالا

فقدان سلامت مادر به نابرابری‌های اقتصادی در آینده برای مادران و فرزندانشان کمک می‌کند. سلامت ضعیف مادر اغلب بر سلامت کودک تأثیر منفی می‌گذارد و همچنین توانایی زنان را برای مشارکت در فعالیت‌های اقتصادی کاهش می‌دهد. بنابراین، برنامه‌های بهداشت ملی مانند مأموریت ملی بهداشت روستایی (NRHM) و برنامه رفاه خانواده برای رسیدگی به نیازهای مراقبت‌های بهداشتی مادرانه زنان در سراسر هند ایجاد شده‌است.
اگرچه هند در دو دهه گذشته شاهد رشد چشمگیری بوده‌است، اما  مرگ و میر مادران در مقایسه با بسیاری از کشورهای در حال توسعه بالاست. عوامل مؤثر در نرخ بالای مرگ و میر مادران اغلب با استفاده از مراقبت‌های دوران بارداری (ANC) قبل و در حین زایمان مرتبط است. موانع جستجوی مراقبت شامل تأخیر در تصمیم‌گیری برای مراقبت، رسیدن به یک مؤسسه پزشکی و ارائه مراقبت با کیفیت است. خودمختاری و توانمندسازی با تصمیم به مراقبت در ارتباط است. زنانی که بیشتر درگیر فرآیندهای تصمیم‌گیری خانواده خود هستند، می‌توانند از منابع مراقبت مادر استفاده کنند. در نتیجه، استفاده از ANC برای زنان مسلمان و زنان در خانواده‌های مشترک کمتر است. همچنین ممکن است عرف حکم کند که مراقبت از مادر غیر ضروری است، به ویژه در طول سه‌ماهه اول که کمترین میزان استفاده از ANC را دارد. هزینه مراقبت‌های سازمانی همچنین ممکن است باعث شود که زنان به دنبال مراقبت‌های جایگزین مانند استفاده از دای (خدمت سنتی زایمان) در هنگام زایمان باشند. Dais به ویژه گزینه‌های مفیدی برای مراقبت در محیط‌های کم منابع هستند. رسیدن به یک مؤسسه پزشکی اغلب به دلیل مسافت بسیار پیچیده‌است. زنان ممکن است به وسایل حمل و نقل دسترسی نداشته باشند، یا ممکن است نتوانند پس از شروع زایمان به مؤسسه ای برای زایمان برسند. حتی اگر زنی بخواهد به دنبال مراقبت مادر باشد و بتواند با موفقیت به یک مرکز پزشکی دسترسی پیدا کند، کیفیت پایین مراقبت می‌تواند مانع استفاده از مراقبت شود. منابعی مانند ماماها، پزشکان واجد شرایط، یا آمبولانس‌ها به راحتی در همه بیمارستان‌ها در دسترس نیستند. مناطق روستایی به ویژه کمبود این منابع را دارند که منجر به استفاده کمتر از ANC در مقایسه با مناطق شهری می‌شود.
با این حال، مرگ و میر مادران در سراسر هند یا حتی یک ایالت خاص یکسان نیست. مناطق شهری اغلب به دلیل در دسترس بودن منابع پزشکی کافی، مرگ و میر کلی مادران کمتری دارند. به عنوان مثال، ایالت‌هایی با نرخ سواد و رشد بالاتر تمایل به سلامت مادران بیشتر و همچنین مرگ و میر نوزادان پایین‌تری دارند و نرخ‌های بالاتری از استفاده از مراقبت‌های مادران را در مقایسه با همتایان روستایی خود گزارش می‌دهند.

#### HIV/AIDS
تا ژوئیه ۲۰۰۵، زنان تقریباً ۴۰ درصد موارد HIV/AIDS در هند را تشکیل می‌دهند. تعداد عفونت‌ها در بسیاری از نقاط هند رو به افزایش است. این افزایش را می‌توان به هنجارهای فرهنگی، فقدان آموزش و عدم دسترسی به وسایل پیشگیری از بارداری مانند کاندوم نسبت داد. سیستم بهداشت عمومی دولتی اقدامات کافی مانند آزمایش رایگان اچ آی وی را ارائه نمی‌دهد، فقط مشکل را بیشتر بدتر می‌کند.
جنبه‌های فرهنگی نیز شیوع عفونت HIV را افزایش می‌دهد. اصرار زن برای استفاده مرد از کاندوم می‌تواند به معنای بی بند و باری او باشد و در نتیجه استفاده از موانع محافظ در طول رابطه جنسی را مختل کند. علاوه بر این، یکی از روش‌های اولیه پیشگیری از بارداری در بین زنان از لحاظ تاریخی عقیم‌سازی بوده‌است که در برابر انتقال HIV محافظت نمی‌کند.
نرخ فعلی مرگ و میر ناشی از اچ آی وی/ایدز برای زنان بیشتر از مردان است. مانند سایر اشکال سلامت زنان در هند، دلیل این نابرابری چند بعدی است. به دلیل نرخ بالاتر بی سوادی و وابستگی اقتصادی به مردان، زنان در مقایسه با مردان کمتر به بیمارستان منتقل می‌شوند یا از مراقبت‌های پزشکی برای نیازهای بهداشتی برخوردار می‌شوند. این خطر بیشتری را برای زنان ایجاد می‌کند که از عوارض مرتبط با HIV رنج ببرند. همچنین شواهدی وجود دارد که نشان می‌دهد وجود عفونت HIV/AIDS در یک زن می‌تواند منجر به کاهش احتمال ازدواج یا عدم وجود آن شود، که باعث ایجاد انگ بیشتر برای زنان مبتلا به HIV/AIDS می‌شود.

#### حقوق باروری
هند در اوایل دهه ۱۹۷۰ سقط جنین را از طریق قانونی قانونی کرد. با این حال، دسترسی به شهرها محدود است. کمتر از ۲۰ درصد مراکز درمانی قادر به ارائه خدمات لازم برای سقط جنین هستند. عدم دسترسی فعلی به کمبود پزشک و کمبود تجهیزات برای انجام این روش نسبت داده می‌شود.
شایع‌ترین جنینی که در هند سقط می‌شود، جنین دختر است. عوامل متعددی در سقط جنین دختر نقش دارند. به عنوان مثال، زنانی که تحصیلات بالایی دارند و فرزند اول دختر داشتند، بیشترین احتمال سقط جنین دختر را دارند. عمل سقط جنین انتخابی به نسبت مرد به زن کمک کرده‌است. از سرشماری سال ۲۰۱۱، نسبت جنسی در میان کودکان ۰ تا ۶ ساله روند طولانی به سمت مردان بیشتر ادامه داد.
ترجیح پسر بر دختر در هند ریشه در دلایل اجتماعی، اقتصادی و مذهبی دارد. معمولاً اعتقاد بر این است که زنان به دلیل وضعیت غیر نان آورشان از ارزش کمتری در جامعه برخوردارند. حمایت مالی، امنیت دوران سالمندی، ارث اموال، مهریه و اعتقادات پیرامون وظایف دینی همگی در ترجیح پسران بر دختر نقش دارند. یکی از دلایل اصلی ترجیح پسران، بار احتمالی پیدا کردن داماد برای دختران است. خانواده‌های زنان در هند اغلب برای ازدواج دختر مجبور به پرداخت جهیزیه و کلیه هزینه‌های مربوط به ازدواج هستند که این امر هزینه‌های مربوط به داشتن دختر را افزایش می‌دهد.

### سلامت قلبی عروقی
بیماری‌های قلبی عروقی یکی از عوامل اصلی مرگ و میر زنان در هند است. هندی‌ها ۶۰ درصد از بار بیماری‌های قلبی جهان را به خود اختصاص می‌دهند، علیرغم اینکه کمتر از ۲۰ درصد از جمعیت جهان را تشکیل می‌دهند. زنان هندی مرگ و میر بالایی در اثر بیماری‌های قلبی دارند و سازمان‌های غیردولتی مانند انجمن قلب هند در حال افزایش آگاهی در مورد این موضوع هستند. نرخ مرگ و میر ناشی از بیماری‌های قلبی عروقی در هند، زنان بیشتر از مردان است، زیرا دسترسی متفاوتی بین دو جنس به مراقبت‌های بهداشتی وجود دارد. یکی از دلایل نرخ‌های متفاوت دسترسی ناشی از هنجارهای اجتماعی و فرهنگی است که مانع از دسترسی زنان به مراقبت‌های مناسب می‌شود. به عنوان مثال، مشخص شد که در میان بیماران مبتلا به بیماری مادرزادی قلبی، زنان کمتر از مردان عمل می‌کنند، زیرا خانواده‌ها احساس می‌کردند که زخم ناشی از جراحی باعث می‌شود زنان کمتر ازدواج کنند.
علاوه بر این، مشخص شد که خانواده‌ها به دلیل انگ مرتبط با سوابق پزشکی منفی، موفق به درمان دختران خود نشدند. مطالعه ای که توسط پدنکار و همکاران انجام شد. در سال ۲۰۱۱ متوجه شد که از ۱۰۰ پسر و دختر مبتلا به بیماری مادرزادی قلبی، ۷۰ پسر تحت عمل جراحی قرار می‌گیرند در حالی که تنها ۲۲ دختر درمان مشابهی دریافت خواهند کرد.
عامل اصلی این تفاوت به دلیل استانداردهای فرهنگی است که به زنان اهرم کمی در انتخاب شریک زندگی خود می‌دهد. اعضای سالخورده خانواده باید برای دختران جوان در خانواده شوهر مناسب پیدا کنند. اگر زنان سابقه پزشکی قبلی نامطلوب داشته باشند، توانایی آنها برای یافتن شریک زندگی به میزان قابل توجهی کاهش می‌یابد. این تفاوت منجر به نتایج متفاوت سلامتی برای مردان و زنان می‌شود.

### سلامت روان
سلامت روان شامل طیف وسیعی از اندازه‌گیری‌های بهزیستی روانی از جمله افسردگی، استرس و سنجش ارزش خود است. عوامل متعددی بر شیوع اختلالات روانی در میان زنان هند تأثیر می‌گذارد، از جمله سن بالاتر، سطح تحصیلات پایین، تعداد فرزندان کمتر در خانه، نداشتن شغل با حقوق و استفاده بیش از حد از الکل. همچنین شواهدی وجود دارد که نشان می‌دهد معایب مرتبط با جنسیت خطر ابتلا به اختلالات سلامت روان را افزایش می‌دهد. زنانی که استفاده از خشونت توسط مردان علیه همسران زن را قابل قبول می‌دانند، ممکن است خود را کمتر از مردان ارزشمند بدانند. به نوبه خود، ممکن است زنان به دنبال راه‌های کمتری برای مراقبت‌های بهداشتی باشند که توانایی آنها را برای مقابله با اختلالات روانی مختلف مهار می‌کند.
یکی از شایع‌ترین اختلالاتی که زنان را در کشورهای کم درآمد به‌طور نامتناسبی تحت تأثیر قرار می‌دهد، افسردگی است. زنان هندی نسبت به مردان هندی بیشتر از افسردگی رنج می‌برند. زنان هندی که با درجات بیشتری از فقر و ضعف جنسیتی مواجه هستند، میزان افسردگی بیشتری را نشان می‌دهند. مشکلات مرتبط با روابط بین فردی - اغلب روابط زناشویی - و نابرابری‌های اقتصادی به عنوان محرک‌های اجتماعی اصلی افسردگی ذکر شده‌است.
مشخص شد که زنان هندی معمولاً علائم جسمی را به جای استرس‌های عاطفی و روانی که باعث ایجاد علائم افسردگی می‌شوند، توصیف می‌کنند. این اغلب ارزیابی دقیق افسردگی را در میان زنان در هند با توجه به عدم توصیه به افسردگی دشوار می‌کند. جنسیت نقش مهمی در افسردگی پس از زایمان در میان زنان هندی دارد. اغلب مادران را برای تولد فرزند دختر مقصر می‌دانند. علاوه بر این، زنانی که قبلاً یک فرزند دختر دارند، اغلب با فشارهای بیشتری برای داشتن فرزند پسر مواجه می‌شوند که بر سطح استرس کلی آنها می‌افزاید.
زنان در هند نسبت به مردان کمتر دچار اسکیزوفرنی می‌شوند. با این حال، زنان و مردان در انگ‌های مرتبطی که باید با آن مواجه شوند، متفاوت هستند. در حالی که مردان از عملکرد شغلی رنج می‌برند، در حالی که زنان در عملکرد زناشویی خود رنج می‌برند. زمان شروع نیز در انگ زدن اسکیزوفرنی نقش دارد. زنان در اواخر زندگی، اغلب پس از تولد فرزندانشان، معمولاً به اسکیزوفرنی مبتلا می‌شوند. کودکان اغلب از مراقبت مادر بیمار خارج می‌شوند که ممکن است باعث ناراحتی بیشتر شود.

#### خودکشی کردن
نرخ خودکشی زنان هندی بیشتر از زنان در اکثر کشورهای توسعه یافته‌است. میزان خودکشی زنان در هند نیز در مقایسه با مردان بیشتر است. شایع‌ترین دلایلی که برای خودکشی زنان ذکر شده‌است، مستقیماً با افسردگی، اضطراب، آسیب‌های جنسیتی و اضطراب مرتبط با خشونت خانگی مرتبط است.
بسیاری از نرخ‌های بالای خودکشی که در سراسر هند و بیشتر جنوب آسیا یافت می‌شود با آسیب‌های جنسیتی مرتبط است. آسیب‌های جنسیتی اغلب از طریق خشونت خانگی علیه زنان بیان می‌شود. نرخ خودکشی به ویژه در میان کارگران زن در هند، که با اشکال متعددی از تبعیض به دلیل جنسیت و خط کار خود مواجه هستند، بالا است.

### خشونت خانگی

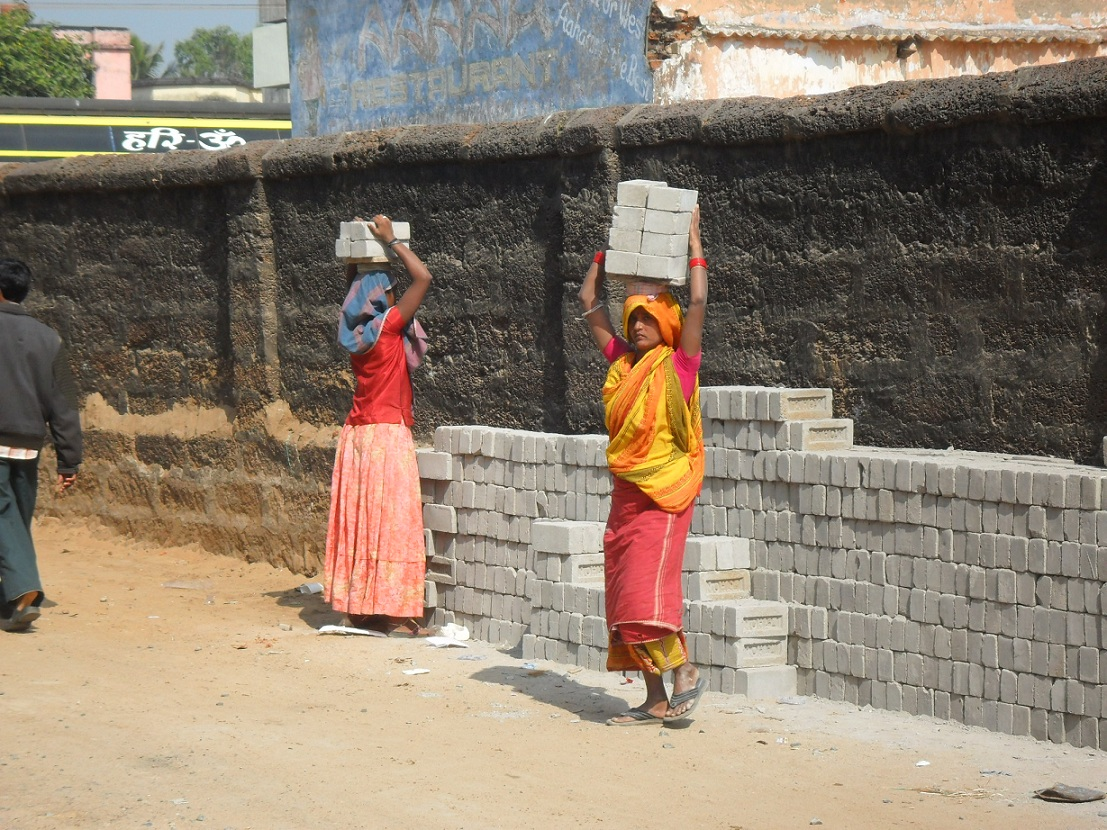
زنانی که در هند نیروی کار هستند اغلب با خطر بیشتری برای قربانی شدن در خشونت خانگی مواجه هستند.

خشونت خانگی یک مشکل بزرگ در هند است. خشونت خانگی - اعمال خشونت فیزیکی، روانی و جنسی علیه زنان - در سراسر جهان یافت می‌شود و در حال حاضر توسط سازمان بهداشت جهانی به عنوان یک اپیدمی پنهان در نظر گرفته می‌شود. اثرات خشونت خانگی فراتر از قربانی است. اثرات نسلی و اقتصادی بر کل جوامع تأثیر می‌گذارد. اقتصاد کشورهایی که خشونت خانگی در آنها شایع است، تمایل دارند نرخ مشارکت زنان در کار کمتر، علاوه بر هزینه‌های پزشکی بالاتر و نرخ ناتوانی بالاتری داشته باشند. تقریباً یک سوم زنان هندی خشونت شریک جنسی (IPV) را در دوران بزرگسالی خود تجربه می‌کنند.
شیوع خشونت خانگی در هند با هنجارهای فرهنگی پدرسالاری، سلسله مراتبی و خانواده‌های چند نسلی مرتبط است. سلطه مردسالار زمانی اتفاق می‌افتد که مردان از حقوق، امتیازات و قدرت برتر برای ایجاد نظم اجتماعی استفاده می‌کنند که به زنان و مردان نقش‌های جنسیتی متفاوت می‌دهد. ساختار قدرت حاصل، زنان را به عنوان اهداف ناتوان خشونت خانگی رها می‌کند. مردان از خشونت خانگی به عنوان راهی برای کنترل رفتار استفاده می‌کنند.
در پاسخ به نظرسنجی ملی سلامت خانواده هند در سال‌های ۲۰۰۵ تا ۲۰۰۶، ۳۱ درصد از زنان گزارش دادند که در ۱۲ ماه قبل از این نظرسنجی قربانی خشونت فیزیکی شده‌اند. با این حال، تعداد واقعی قربانیان ممکن است بسیار بیشتر باشد. زنانی که قربانی خشونت خانگی شده‌اند ممکن است موارد را کمتر گزارش کنند یا نتوانند موارد را گزارش کنند. این ممکن است به دلیل احساس شرم یا خجالت ناشی از هنجارهای فرهنگی مرتبط با مطیع بودن زنان از همسرانشان باشد. علاوه بر این، گزارش کمتر از سوی زنان ممکن است به منظور حفظ شرافت خانواده رخ دهد.
مطالعه‌ای که در سال ۲۰۱۲ توسط کیمونا انجام شد، با استفاده از داده‌های نظرسنجی ملی سلامت خانواده هند در سال‌های ۲۰۰۵–۲۰۰۶، نشان داد که میزان خشونت خانگی در مقیاس‌های اجتماعی، جغرافیایی و اقتصادی متعددی متفاوت است. این مطالعه نشان داد که فقیرترین زنان در بین زنان با درآمد متوسط و بالا بدترین وضعیت را داشتند. محققان معتقدند که دلیل افزایش میزان خشونت خانگی ناشی از فشارهای خانوادگی بیشتر ناشی از فقر است. علاوه بر این، این مطالعه نشان داد که زنانی که بخشی از نیروی کار بودند با خشونت خانگی بیشتری روبرو بودند. به گفته محققان، زنان شاغل ممکن است سیستم قدرت مردسالارانه در خانوارهای هندی را برهم بزنند.
مردان ممکن است از پتانسیل درآمد و استقلال زنان احساس خطر کنند و واکنش خشونت‌آمیزی نشان دهند تا ساختار قدرت جنسیتی را به نفع خود تغییر دهند. یکی از بزرگ‌ترین عوامل مرتبط با خشونت خانگی علیه زنان، شیوع مصرف الکل توسط مردان در داخل خانواده بود. مطالعه‌ای که در سال ۲۰۰۵ توسط پرادیپ پاندا و بینا آگاروال انجام شد، نشان داد که با مالکیت زنان بر اموال غیرمنقول، که شامل زمین و مسکن می‌شود، بروز خشونت خانگی علیه زنان به‌طور چشمگیری کاهش یافته‌است.